# 11:14
«11:14» — художественный фильм 2003 года, поставленный режиссёром Грегом Марксом по собственному сценарию. Название фильма — это время, на котором сойдутся судьбы всех героев фильма.

## Сюжет
Миддлтон — маленький провинциальный городок. Ночью по шоссе через Миддлтон движется автомобиль, за рулём которого подвыпивший парень Джек Левин говорит по телефону. Часы показывают 11:14 и вдруг на лобовое стекло с моста падает человек.
Время — 11:14… Джек выходит из машины и обнаруживает, что он насмерть сбил человека, причем у него отсутствует половина головы. Сразу же к нему подъезжает автомобиль, за рулём которого находится женщина, из-за темноты решившая, что Джек сбил оленя. Она сообщает об этом полиции и уезжает. Джек с трудом кладёт труп в багажник автомобиля, но не успевает уехать до приезда полиции. Полицейский (Офицер Ханнаган) арестовывает Джека из-за отсутствия прав на вождение и открывает багажник, где находит труп. В это время Джеку удаётся освободиться и он убегает в лес, а в суматохе двое арестованных сбегают. На какое-то время Джеку удаётся оторваться, но он случайно натыкается на женщину у которой сбили дочь, она решила, что это сделал Джек. Оторвашись на кладбище, он спотыкается о шар для боулинга, полицейский его догоняет и арестовывает.
Время 11:14. Трое подростков разъезжают на автомобиле, водитель отвлекается и сбивает девушку, в ходе чего одному из них оторвало член. По ним начал палить парень этой девушки и они скрылись, но затем пришлось вернуться и забрать половой орган, чтобы в дальнейшем его пришили обратно, они едут в больницу.
Время 11:04. Фрэнк, прогуливаясь с собакой по кладбищу, обнаруживает труп мужчины с изуродованной головой. Предполагая, что его убила его дочь Шери, он пытается избавиться от улик. Он везёт его к автомобильному мосту и бросает тело с моста прямо на проезжавший снизу автомобиль. Собака убегает с уликой, Фрэнк догоняет её и сжигает улику, после чего встречает жену.
Время 10:57. Даффи приезжает на автомобиле к магазину, где работает его подруга Баззи, и просит инсценировать ограбление, так как ему нужны деньги на аборт его девушки Шери. Случайно прострелив холодильник, Баззи соглашается на ограбление, но просит прострелить ей руку, чтобы не лишиться работы, шантажируя Даффи тем, что расскажет Шери про его измену с ней. Полиция быстро приехала, но так как у них уже была наводка на Даффи, они не поверили Баззи и задержали её.
Время 10:54. Шери встречается (тайно от Даффи) с Аароном. Пара занимается сексом на кладбище, где на Аарона падает отколовшаяся голова от памятника и убивает его. Шери, испугавшись, решила подстроить так, чтобы виновным был Даффи: она взяла его шар от боулинга и хотела оставить его на месте убийства Аарона. Но, вернувшись, не находит тело (его забрал её отец) и возвращается к Даффи, который уже добыл деньги на аборт.
Время 11:14 Шери сообщает Джеку, что достала денег и теперь они могут уехать вдвоём. Как выяснилось, она вообще не была беременна, а просто пыталась развести Даффи и Аарона на деньги. В это же время её сбивает автомобиль, на котором едут подростки, а на автомобиль Джека падает труп Аарона, выброшенный Фрэнком с моста.

## В ролях
| Актёр         | Роль                  |
| ------------- | --------------------- |
| Рэйчел Ли Кук | Шерри                 |
| Бен Фостер    | Эдди                  |
| Кларк Грегг   | офицер Ханнаган       |
| Колин Хэнкс   | Марк                  |
| Шон Хэтоси    | Даффи                 |
| Барбара Херши | Норма                 |
| Старк Сэндс   | Тим                   |
| Хилари Суонк  | Баззи                 |
| Патрик Суэйзи | Фрэнк                 |
| Генри Томас   | Джек                  |
| Блэйк Херон   | Аарон                 |
| Джейсон Сигел | Леон (парамедик № 1)  |
| Рик Гомес     | Кевин (парамедик № 2) |